# Красное Озеро (Орловская область)
Красное Озеро — деревня в Новодеревеньковском районе Орловской области России. Входит в состав Паньковского сельского поселения.

## География
Деревня находится западнее административного центра поселения — села Паньково. К западу от деревни расположен лес Красная Дубрава.
Просёлочной дорогой Красное Озеро соединено с селом Паньково.

## Население
| 2010 |
| ---- |
| 37   |